# Esther Freud

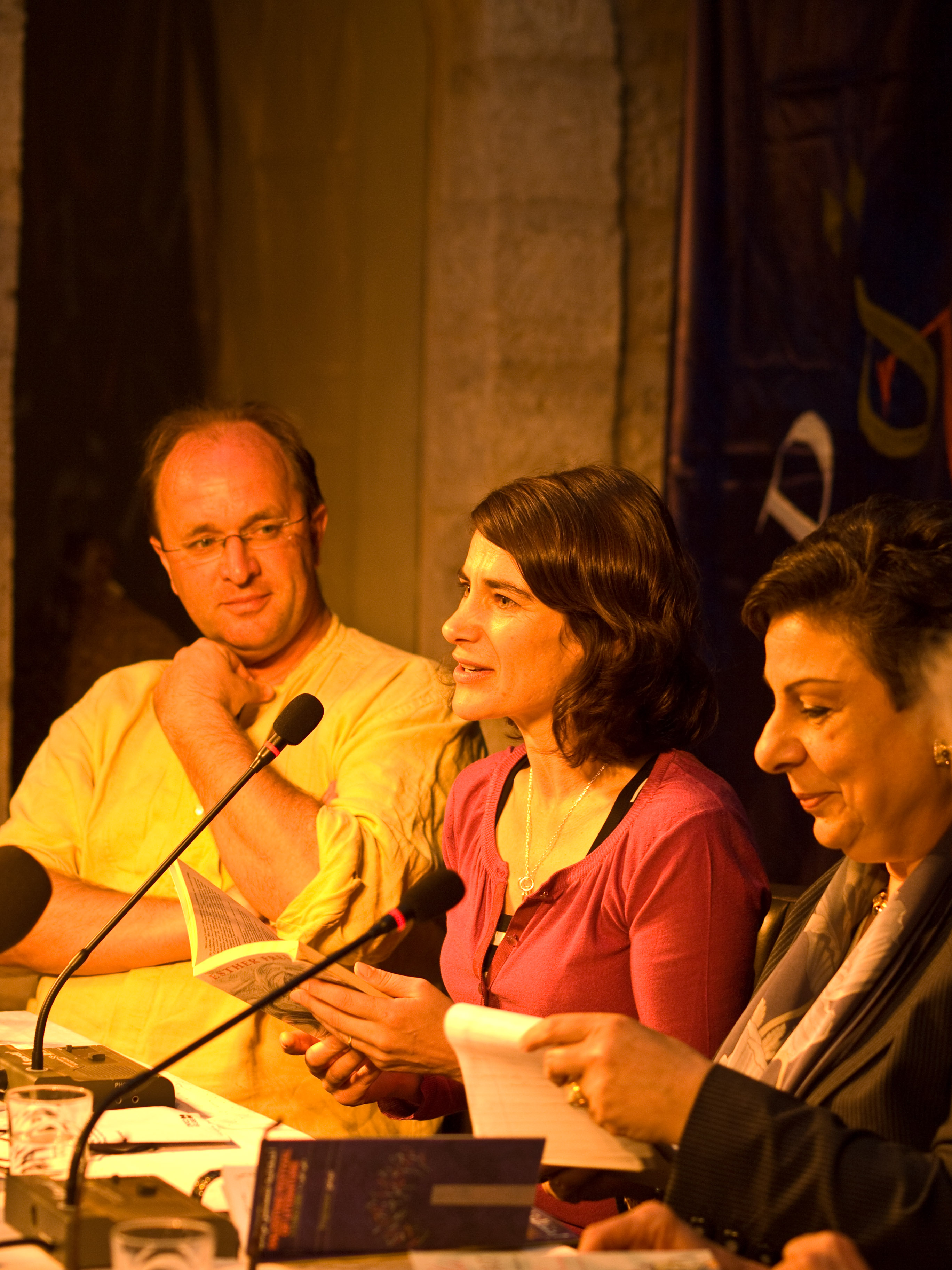
Esther Freud, midden, 2008, met William Dalrymple (l) en Hanan Ashrawi

Esther Freud (Londen, 2 mei 1963) is een Brits schrijfster.

## Leven en werk
Esther Freud is de dochter van schilder Lucian Freud en achterkleindochter van psychoanalyticus Sigmund Freud. Ze is gehuwd met acteur David Morrissey. Belangrijke thema’s in haar werk zijn ontheemding, het verlangen naar geborgenheid en het zoeken naar een vaderfiguur. Veel van haar werk heeft een sterk autobiografische inslag. Freud wordt geprezen om haar beschrijvingen van menselijke verhoudingen en de verwarring waaraan die onderhevig zijn.
Freuds debuutroman Hideous Kinky (1991) gaat over een hippie-moeder die in de late jaren zestig met haar twee dochters vanuit Londen naar Marakech trekt. De roman werd in 1998 verfilmd met Kate Winslet in de hoofdrol. Andere bekende werken van Freud zijn, "Zomer in Gaglow" (1998, over het probleem van de gedwongen emigratie, denk aan haar familiegeschiedenis) en "Huis in zee" (2005, over de voortdurende verwevenheid van menselijke relaties,  met elkaar, met vorige generaties en zelfs met het landschap).
Het meeste werk van Freud werd in het Nederlands vertaald.